# آرایو کلورادو استیتس (تگزاس)
آرایو کلورادو استیتس (به انگلیسی: Arroyo Colorado Estates) یک منطقهٔ مسکونی در ایالات متحده آمریکا است که در شهرستان کمرون، تگزاس واقع شده‌است. آرایو کلورادو استیتس ۲٫۸ کیلومتر مربع مساحت و ۷۵۵ نفر جمعیت دارد.